# 寧南門 (臺南市)
寧南門，又稱臺灣府城大南門，建於1725年，是清朝臺灣府城的14座城門之一，位於今臺灣臺南市中西區，當前屬為國定古蹟。，同時也是臺灣現存最具規模的城樓。

## 沿革

### 清領時期

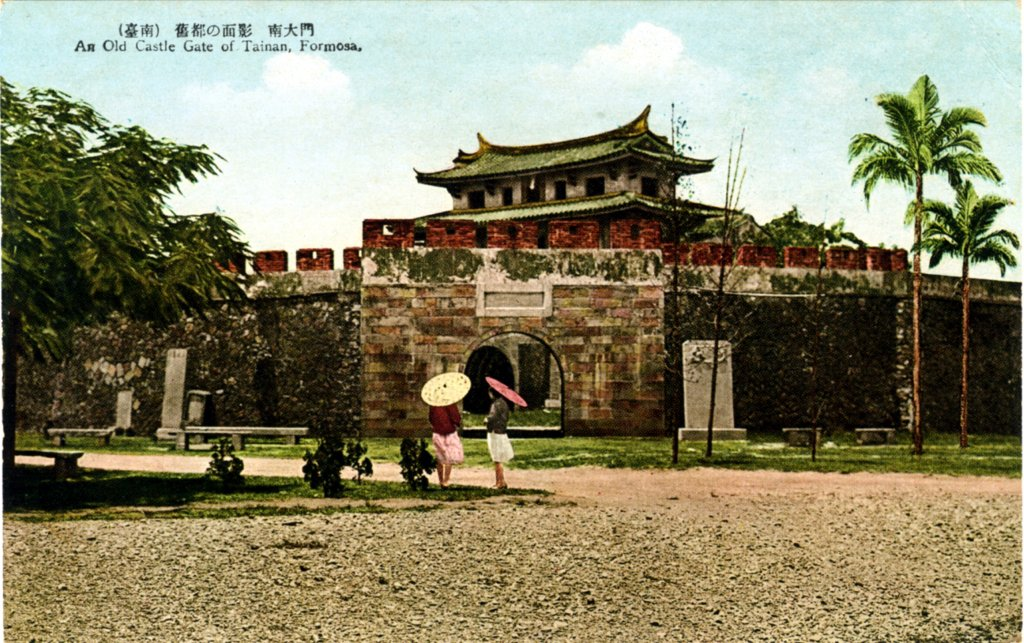
1930年代的寧南門

清雍正三年（1725年），臺灣府建城並開始修築木柵，築城門七座，乾隆元年（1736年），大南門改木道門為磚石城門。乾隆五十一年（1786年），臺灣爆發林爽文事件，事平之後，乾隆五十三年（1788年），城桓改為三合土，大東門改建為兩層的城樓，歇山重簷式屋頂，四周廊道，將臺灣府城各門的城臺加高，臺上建造城樓，以加強府城的防禦能力，作為臺灣府城的大南門，寧南門位於孔廟正南方，城池南垣正中，出城向南行有五妃廟位於魁斗山。

### 日治時期
光緒21年（1895年）因台灣民主國事件，日方由三面圍攻臺灣府城，至10月22日，日軍由小南門入城，從此以後，台灣府城垣開始遭遇被拆除的命運，城門也因年久失修，逐漸傾朽，甕城門洞也因而崩塌。明治34年（1901年），政府發佈市區改正計畫，大南門地區一帶被劃分至空地。

1927年7月啟動修復工程，修繕材料部分來自於已經拆除的東郭門，因著眼於管理維護，兩年後又闢建成南門公園，昭和10年（1935年），日本人為舉辦台灣博覽會並收集45座古碑陳列展覽於大南門，其中包含9碑原來自福康安生祠的贔清乾隆漢滿文御碑，後則成為至今的南門公園碑林，並與原臺南放送局成為南門公園的一部分。同年12月5日，臺灣總督府將其以「臺南城」的名義公告為臺灣史蹟名勝天然紀念物史蹟。。

### 當代
二次大戰後，大南門城樓仍在，但城樓則年久失修，1960年，贔屭碑陰被臺南市政府規劃安放於赤崁樓內，故便將城拆出一缺口以將石碑運出，1963年7月18日范迪颱風過境，大南門城樓中脊塌下，根據1967年調查紀錄顯示，「大南門」城樓已倒塌，僅剩門洞，1975年，台南市政府修建城樓，並在1977年，配合臺南市觀光年的「臺南市整修名勝古蹟三年計畫」，乃於將大南門依原來的外貌形式重建，由於緊臨建興國中，因此校方每年皆讓畢業生於畢業典禮結束後從城門走出，代表畢業生將邁向另一階段。
2020年12月，大南門與兌悅門、大東門、小東門段城垣殘跡、南門段城垣殘跡、東門段城垣殘跡與巽方砲台以「台灣府城城門及城垣殘跡」通過文資審議升格為國定古蹟，後續將辦理公告。

## 建築
大南門在石砌城臺上建有城樓，外有甕城環繞，為台灣唯一一座僅存甕城的城門，城樓高兩層，二丈八尺，為重簷歇山式結構，覆有橘紅色筒瓦。城樓四面壁身為白色，二樓開有方型窗，大南門的城臺為長條型花崗岩堆砌而成，城基宏偉雄厚，門洞居中，前內門上上銘刻著「寧南門」，外門上橫額一塊題「大南門」。此外在城門洞內嵌有道光二十八年（西元一八四八年）的守城兵役勒索示禁碑記。

## 圖輯

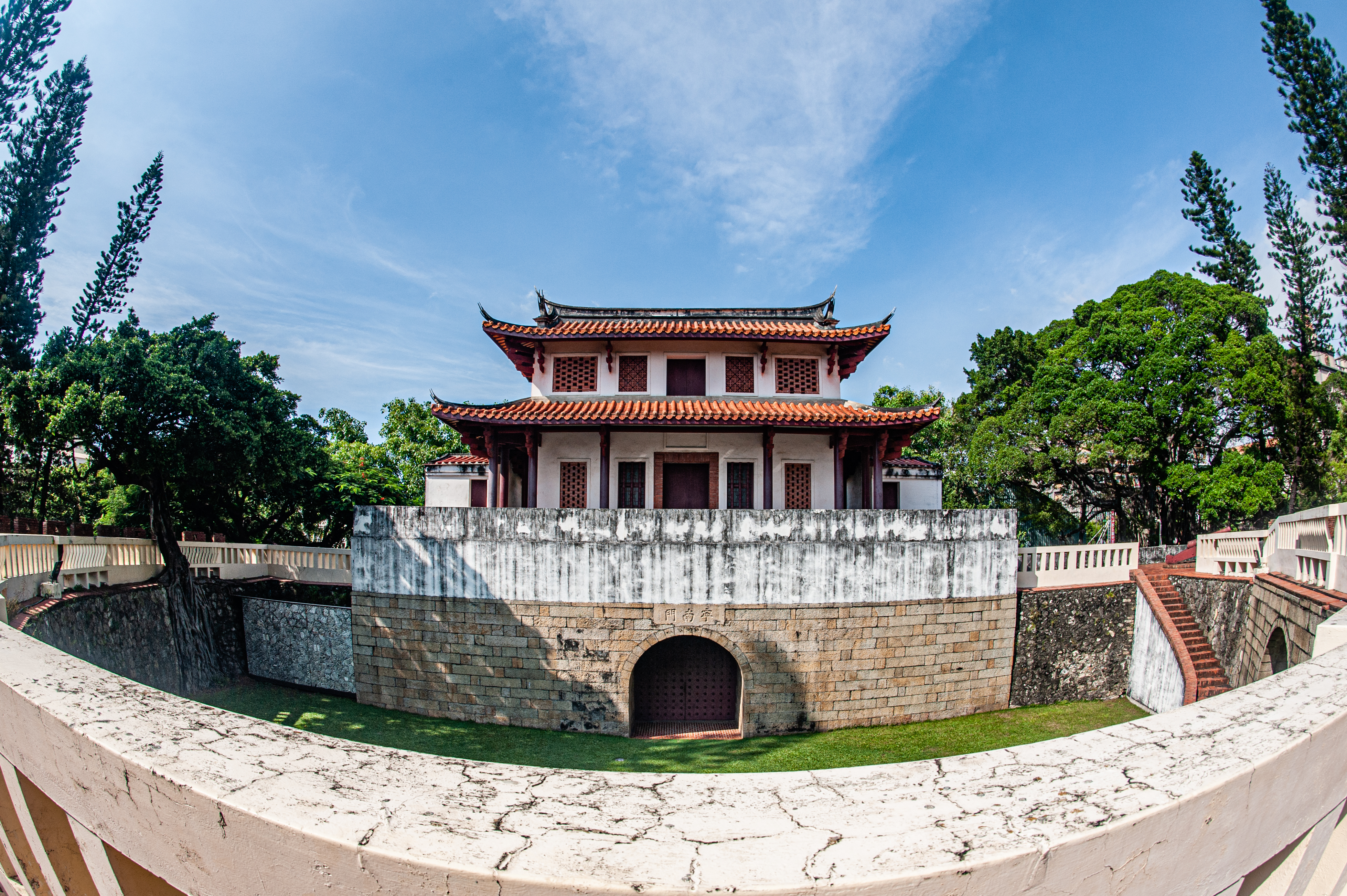
寧南門全景
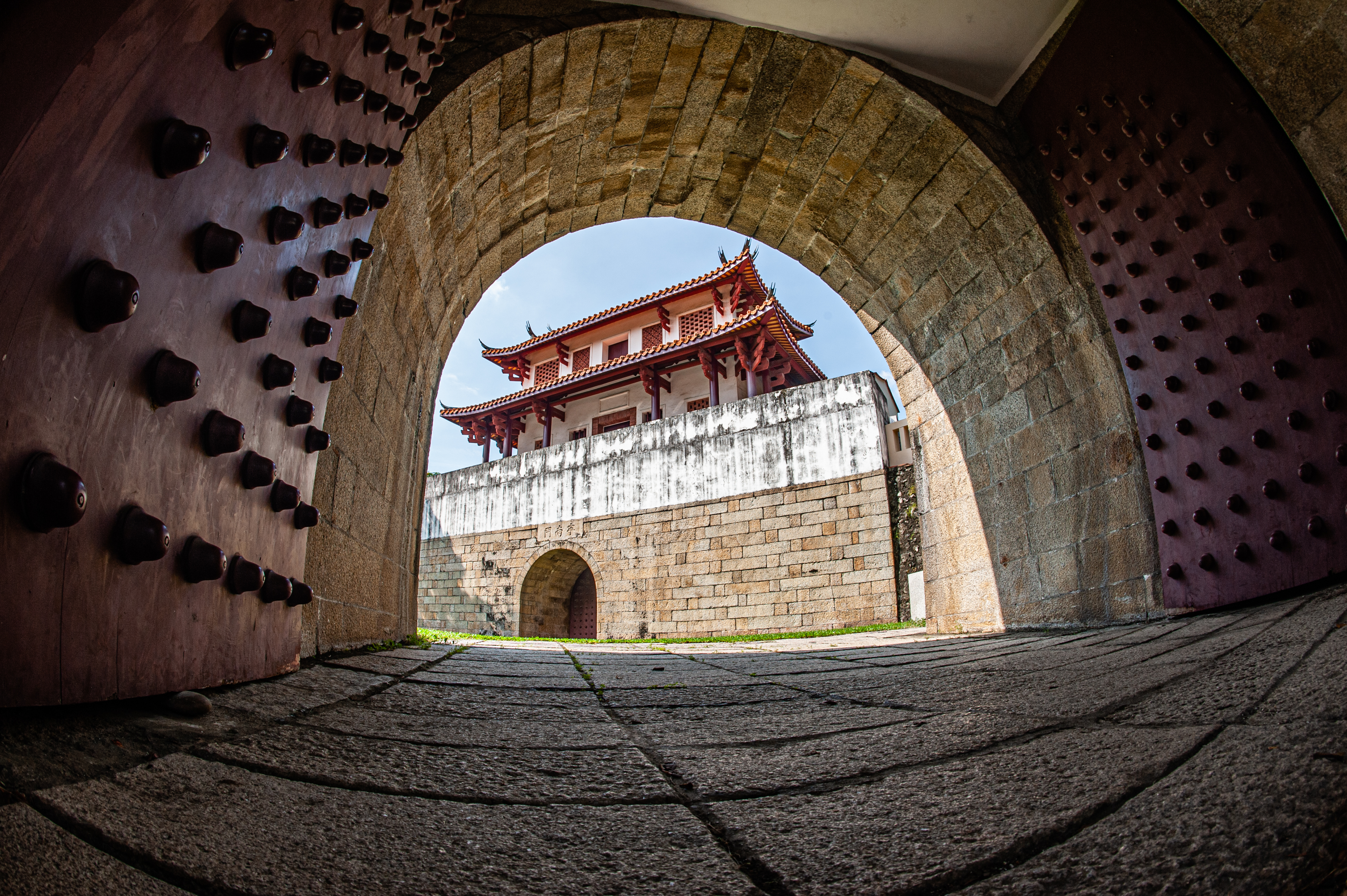
從甕城遙望寧南門
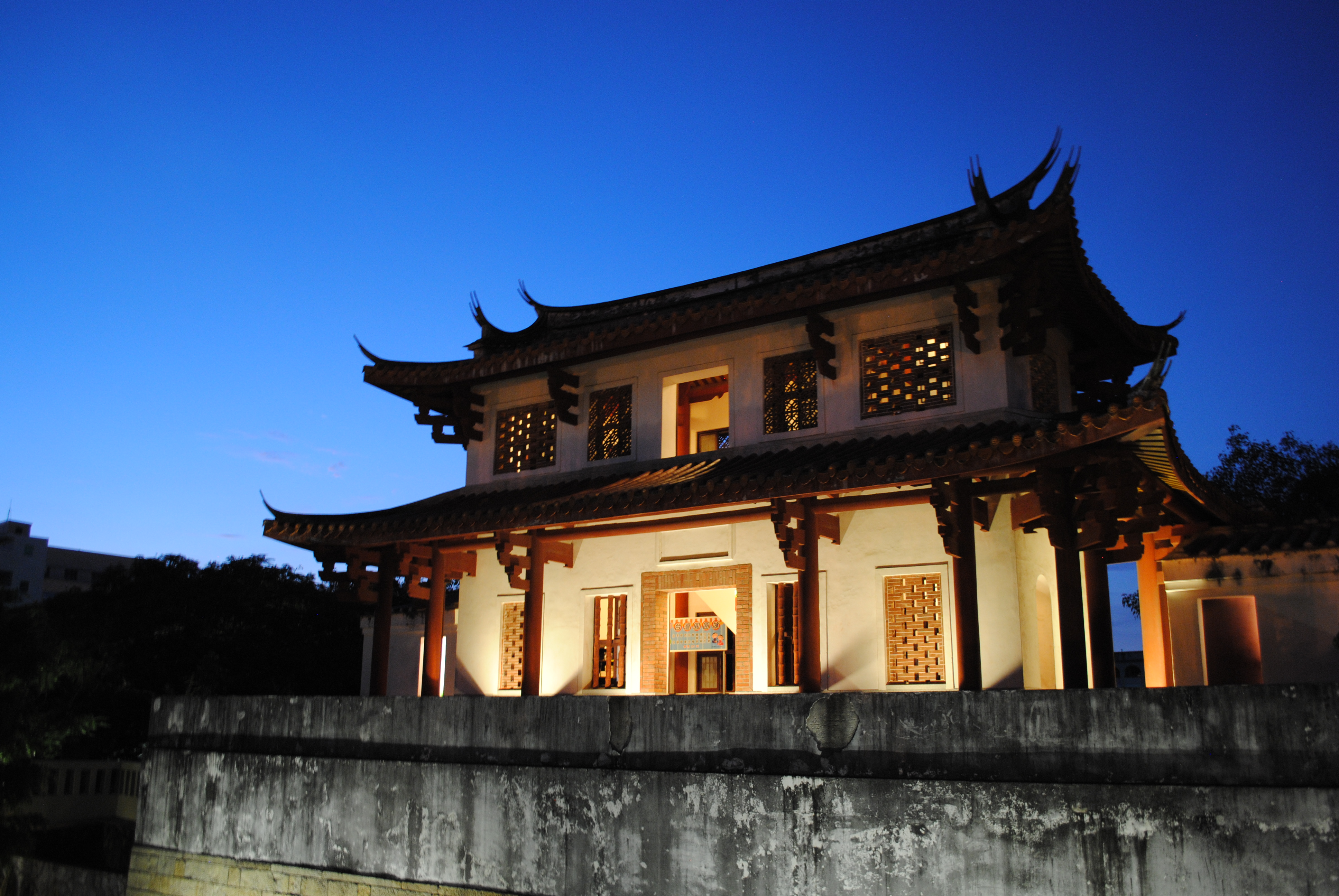
寧南門城樓夜景

## 外部連結
- 清末臺灣府城四坊示意圖 （页面存档备份，存于）